# (8436) Leucopsis
(8436) Leucopsis ist ein Asteroid des äußeren Hauptgürtels, der am 25. März 1971 von dem niederländischen Astronomenehepaar Cornelis Johannes van Houten und Ingrid van Houten-Groeneveld entdeckt wurde. Die Entdeckung geschah im Rahmen der 1. Trojaner-Durchmusterung, bei der von Tom Gehrels mit dem 120-cm-Oschin-Schmidt-Teleskop des Palomar-Observatoriums aufgenommene Feldplatten an der Universität Leiden durchmustert wurden, elf Jahre nach Beginn des Palomar-Leiden-Surveys.
Nach der SMASS-Klassifikation (Small Main-Belt Asteroid Spectroscopic Survey) wurde bei einer spektroskopischen Untersuchung von Gianluca Masi, Sergio Foglia und Richard P. Binzel bei (8436) Leucopsis von einer dunklen Oberfläche ausgegangen, es könnte sich also, grob gesehen, um einen C-Asteroiden handeln.
(8436) Leucopsis ist nach der Weißwangengans benannt, deren wissenschaftlicher Name Branta leucopsis lautet. Zum Zeitpunkt der Benennung des Asteroiden am 2. Februar 1999 befand sich die Weißwangengans als Wintergast auf der niederländischen Blauen Liste wichtiger Vögel, die 1994 gemeinsam mit der niederländischen Roten Liste gefährdeter Vogelarten herausgegeben wurde.